# Fan tan (hasardspel)
Fan tan är ett gammalt kinesiskt hasardspel, som är förekommande främst i östra Asien och bland kinesiska befolkningsgrupper runtom i världen.
Ett spelbräde eller bord används, där hörnen eller sidorna är märkta med siffrorna 1, 2, 3 och 4. Spelarna placerar sina insatser vid valfri siffra. Därefter lägger bankiren upp ett godtyckligt antal bönor (eller mynt eller andra små föremål) på bordet, och föser sedan med hjälp av en liten bambupinne bort fyra bönor i taget till dess att fyra eller färre återstår. Antalet återstående bönor bestämmer den vinnande siffran. Traditionellt är vinstens storlek 3 gånger insatsen, vilket innebär en avans för banken på 25 %. 
Spelet finns också i en nyare form, där en kortlek används i stället för bönor, och går då under benämningen kinesisk fan tan.
Fan tan kan också vara ett alternativt namn på kortspelet sjuan.